# Harun Tekin
Harun Tekin (Smirne, 17 giugno 1989) è un calciatore turco, portiere del Kocaelispor.

## Carriera

### Club
Ha giocato nella prima divisione turca.

### Nazionale
Viene convocato per gli Europei 2016 in Francia.

## Palmarès

### Club

#### Competizioni nazionali
- TFF 1. Lig: 1

Kocaelispor: 2024-2025